# Thomas Köner
Thomas Köner (Bochum, 1965) è un musicista e artista tedesco.

## Stile musicale
Köner è stato riconosciuto per essere un "artista mediatico", un musicista attivo nell'ambito delle installazioni sonore, della sound art, e del genere musicale ambient. Il suo maggiore interesse consiste nel combinare esperienze visive e uditive. È divenuto noto per l'utilizzo delle frequenze basse nella sua musica. Durante la sua carriera musicale è anche stato membro del progetto dub techno dei Porter Ricks.

## Discografia parziale
- 1990 – Nunatak Gongamur
- 1992 – Teimo
- 1993 – Permafrost
- 1995 – Aubrite
- 1997 – Nuuk
- 1998 – Kaamos
- 2001 – Unerforschtes Gebiet
- 2002 – Daikan
- 2003 – Zyklop
- 2003 – Unerforschtes Gebiet
- 2009 – La Barca
- 2012 – Novaya Zemlya
- 2014 Cloître (with Jana Winderen) (Touch)
- 2014 Tiento de las nieves (Denovali)
- 2016 Tiento de la luz (Denovali)